# Sophie de Fürst
Sophie de Fürst (Granville, 30 de mayo de 1986) es una actriz francesa.

## Biografía
Natural de Granville, una comuna costera francesa situada en el oeste del departamento de Mancha, en la región de la Normandía, de Fürst comenzó su carrera como actriz a los 15 años iniciándose en café-teatros. Realizó trabajos diversos para costear su formación en la actuación. En 2009, consiguió su primer papel televisivo en la serie Le juge est une femme, que se emitía por TF1. Posteriormente alternó su labor entre pequeños papeles en la televisión y el teatro.
Dio sus primeros pasos en el cine en 2012, en L'Oncle Charles, bajo la dirección de Étienne Chatiliez. En 2015, obtuvo su primer papel recurrente en televisión interpretando a la teniente Emma Tomasi en la serie Profilage, sustituyendo a partir de la sexta temporada en la temática de la serie a Vanessa Valence, quien en la trama era su madre biológica.
También escribió y dirigió un espectáculo individual con Paul Jeanson y Romain Cottard.
En diciembre de 2018 dio a luz a una niña llamada Marla.